# Botrychium watertonense
Botrychium watertonense är en låsbräkenväxtart som beskrevs av Warren Herbert Wagner. Botrychium watertonense ingår i släktet låsbräknar, och familjen låsbräkenväxter. Inga underarter finns listade i Catalogue of Life.